# Вартбург
Вижте пояснителната страница за други значения на Вартбург.
Вартбург (на немски: Wartburg) е замък край град Айзенах, централна Германия.
Построен през 1067 година от тюрингския граф Лудвиг Скачащия, той претърпява множество реконструкции, като голяма част от интериорите му датират от XIX век. Замъкът е важен културен и политически център в средновековна Тюрингия, а през XVI век затвореният там Мартин Лутер прави своя немски превод на Новия завет.
През 1999 година замъкът Вартбург е включен в Списъка на световното наследство на ЮНЕСКО.